# Ozodicera (Ozodicera) multiermis
Ozodicera (Ozodicera) multiermis is een tweevleugelige uit de familie langpootmuggen (Tipulidae). De soort komt voor in het Neotropisch gebied.